# Currie Cup (2003)
Currie Cup 2003 – sześćdziesiąta piąta edycja Currie Cup, najwyższego poziomu rozgrywek w rugby union w RPA. Zawody odbyły się w dniach 28 maja – 1 listopada 2003 roku.
W porównaniu do poprzedniej edycji system rozgrywek został całkowicie zmieniony. Początkowe plany zakładały w dwóch grupach: do elity trafiłoby sześć najlepszych, pozostałych osiem grałoby zaś w niższej dywizji. Napotkało to opór niżej klasyfikowanych zespołów, ostatecznie zatem schemat rozgrywek został przyjęty z poprawkami. Czołowa szóstka miała zagwarantowany udział w fazie zasadniczej, a o kolejne dwa premiowane awansem miejsca pozostałe zespoły zmierzyć się miały systemem kołowym w eliminacjach. Główne zawody odbyły się zatem systemem kołowym w ośmiozespołowej obsadzie, a dwie czołowe drużyny awansowały do finału rozgrywek.
Pomimo nieobecności Springboks powołanych na Puchar Świata w Rugby 2003 zespół Blue Bulls łatwo pokonał w finale drużynę Natal Sharks.
Najwięcej punktów w zawodach (230) zdobył Kennedy Tsimba, w klasyfikacji przyłożeń z trzynastoma zwyciężył natomiast John Daniels.

## Eliminacje
| 28 maja 200319:10 | Leopards | 43:33(33:6) | Border Bulldogs | Olën Park, Potchefstroom Widzów: 5 400 |
| 28 maja 200319:10 |          | 43:33(33:6) |                 | Olën Park, Potchefstroom Widzów: 5 400 |

| 29 maja 200315:00 | Griquas | 47:43(19:32) | Griffons | Absa Park, Kimberley Widzów: 4 500 |
| 29 maja 200315:00 |         | 47:43(19:32) |          | Absa Park, Kimberley Widzów: 4 500 |

| 29 maja 200315:00 | Boland Cavaliers | 26:26(13:8) | Mighty Elephants | Boland Stadium, Wellington Widzów: 500 |
| 29 maja 200315:00 |                  | 26:26(13:8) |                  | Boland Stadium, Wellington Widzów: 500 |

| 29 maja 200315:30 | Falcons | 20:20(14:6) | SWD Eagles | Pam Brink Stadium, Springs Widzów: 500 |
| 29 maja 200315:30 |         | 20:20(14:6) |            | Pam Brink Stadium, Springs Widzów: 500 |

| 4 czerwca 200315:30 | SWD Eagles | 32:31(26:20) | Griquas | Outeniqua Park, George |
| 4 czerwca 200315:30 |            | 32:31(26:20) |         | Outeniqua Park, George |

| 4 czerwca 200319:00 | Griffons | 42:40(20:21) | Leopards | North West Stadium, Welkom Widzów: 1 500 |
| 4 czerwca 200319:00 |          | 42:40(20:21) |          | North West Stadium, Welkom Widzów: 1 500 |

| 4 czerwca 200319:10 | Border Bulldogs | 32:24(15:24) | Boland Cavaliers | ABSA Stadium, Durban Widzów: 4 000 |
| 4 czerwca 200319:10 |                 | 32:24(15:24) |                  | ABSA Stadium, Durban Widzów: 4 000 |

| 4 czerwca 200319:10 | Mighty Elephants | 21:24(11:10) | Falcons | PE Stadium, Port Elizabeth Widzów: 400 |
| 4 czerwca 200319:10 |                  | 21:24(11:10) |         | PE Stadium, Port Elizabeth Widzów: 400 |

| 11 czerwca 200319:10 | Falcons | 41:21(28:0) | Border Bulldogs | Pam Brink Stadium, Springs Widzów: 700 |
| 11 czerwca 200319:10 |         | 41:21(28:0) |                 | Pam Brink Stadium, Springs Widzów: 700 |

| 14 czerwca 200311:00 | SWD Eagles | 53:25(25:9) | Griffons | Outeniqua Park, George Widzów: 2 000 |
| 14 czerwca 200311:00 |            | 53:25(25:9) |          | Outeniqua Park, George Widzów: 2 000 |

| 14 czerwca 200311:00 | Boland Cavaliers | 33:31(11:14) | Leopards | Boland Stadium, Wellington Widzów: 500 |
| 14 czerwca 200311:00 |                  | 33:31(11:14) |          | Boland Stadium, Wellington Widzów: 500 |

| 14 czerwca 200311:00 | Griquas | 30:15(15:5) | Mighty Elephants | Absa Park, Kimberley Widzów: 1 200 |
| 14 czerwca 200311:00 |         | 30:15(15:5) |                  | Absa Park, Kimberley Widzów: 1 200 |

| 18 czerwca 200319:10 | Border Bulldogs | 31:30(17:13) | Griquas | ABSA Stadium, Durban Widzów: 3 500 |
| 18 czerwca 200319:10 |                 | 31:30(17:13) |         | ABSA Stadium, Durban Widzów: 3 500 |

| 21 czerwca 200311:00 | Griffons | 18:30(8:13) | Boland Cavaliers | North West Stadium, Welkom Widzów: 1 500 |
| 21 czerwca 200311:00 |          | 18:30(8:13) |                  | North West Stadium, Welkom Widzów: 1 500 |

| 21 czerwca 200311:00 | Leopards | 28:27(20:17) | Falcons | Olën Park, Potchefstroom Widzów: 2 000 |
| 21 czerwca 200311:00 |          | 28:27(20:17) |         | Olën Park, Potchefstroom Widzów: 2 000 |

| 22 czerwca 200311:00 | Mighty Elephants | 47:27(19:15) | SWD Eagles | PE Stadium, Port Elizabeth Widzów: 3 500 |
| 22 czerwca 200311:00 |                  | 47:27(19:15) |            | PE Stadium, Port Elizabeth Widzów: 3 500 |

| 26 czerwca 200315:00 | SWD Eagles | 42:35(30:9) | Border Bulldogs | Outeniqua Park, George Widzów: 2 000 |
| 26 czerwca 200315:00 |            | 42:35(30:9) |                 | Outeniqua Park, George Widzów: 2 000 |

| 28 czerwca 200311:00 | Mighty Elephants | 41:22(19:7) | Griffons | PE Stadium, Port Elizabeth Widzów: 7 500 |
| 28 czerwca 200311:00 |                  | 41:22(19:7) |          | PE Stadium, Port Elizabeth Widzów: 7 500 |

| 28 czerwca 200311:00 | Falcons | 35:34(20:20) | Boland Cavaliers | Pam Brink Stadium, Springs Widzów: 2 500 |
| 28 czerwca 200311:00 |         | 35:34(20:20) |                  | Pam Brink Stadium, Springs Widzów: 2 500 |

| 28 czerwca 200311:00 | Griquas | 44:31(19:31) | Leopards | Absa Park, Kimberley Widzów: 2 000 |
| 28 czerwca 200311:00 |         | 44:31(19:31) |          | Absa Park, Kimberley Widzów: 2 000 |

| 2 lipca 200319:10 | Border Bulldogs | 24:12(19:0) | Mighty Elephants | ABSA Stadium, Durban Widzów: 950 |
| 2 lipca 200319:10 |                 | 24:12(19:0) |                  | ABSA Stadium, Durban Widzów: 950 |

| 3 lipca 200315:00 | Boland Cavaliers | 28:53(14:29) | Griquas | Boland Stadium, Wellington Widzów: 400 |
| 3 lipca 200315:00 |                  | 28:53(14:29) |         | Boland Stadium, Wellington Widzów: 400 |

| 6 lipca 200311:00 | Leopards | 26:24(7:10) | SWD Eagles | Olën Park, Potchefstroom Widzów: 1 000 |
| 6 lipca 200311:00 |          | 26:24(7:10) |            | Olën Park, Potchefstroom Widzów: 1 000 |

| 6 lipca 200311:00 | Falcons | 22:36(7:12) | Griffons | Pam Brink Stadium, Springs Widzów: 500 |
| 6 lipca 200311:00 |         | 22:36(7:12) |          | Pam Brink Stadium, Springs Widzów: 500 |

| 12 lipca 200311:00 | Griffons | 23:33(15:25) | Border Bulldogs | North West Stadium, Welkom Widzów: 250 |
| 12 lipca 200311:00 |          | 23:33(15:25) |                 | North West Stadium, Welkom Widzów: 250 |

| 12 lipca 200311:00 | Mighty Elephants | 40:64(14:31) | Leopards | PE Stadium, Port Elizabeth Widzów: 250 |
| 12 lipca 200311:00 |                  | 40:64(14:31) |          | PE Stadium, Port Elizabeth Widzów: 250 |

| 12 lipca 200311:00 | SWD Eagles | 34:25(12:15) | Boland Cavaliers | Outeniqua Park, George Widzów: 3 200 |
| 12 lipca 200311:00 |            | 34:25(12:15) |                  | Outeniqua Park, George Widzów: 3 200 |

| 12 lipca 200311:00 | Griquas | 35:5(7:5) | Falcons | Absa Park, Kimberley Widzów: 10 000 |
| 12 lipca 200311:00 |         | 35:5(7:5) |         | Absa Park, Kimberley Widzów: 10 000 |

## Faza zasadnicza
| 25 lipca 200319:10 | Natal Sharks | 45:13(19:6) | SWD Eagles | ABSA Stadium, Durban Widzów: 15 500 |
| 25 lipca 200319:10 |              | 45:13(19:6) |            | ABSA Stadium, Durban Widzów: 15 500 |

| 26 lipca 200315:00 | Free State Cheetahs | 54:14(27:14) | Griquas | Vodacom Park, Bloemfontein Widzów: 7 500 |
| 26 lipca 200315:00 |                     | 54:14(27:14) |         | Vodacom Park, Bloemfontein Widzów: 7 500 |

| 26 lipca 200317:05 | Blue Bulls | 64:29(37:15) | Western Province | Loftus Versfeld Stadium, Pretoria Widzów: 18 744 |
| 26 lipca 200317:05 |            | 64:29(37:15) |                  | Loftus Versfeld Stadium, Pretoria Widzów: 18 744 |

| 27 lipca 200311:00 | Golden Lions | 38:34(24:3) | Pumas | Ellis Park, Johannesburg Widzów: 5 500 |
| 27 lipca 200311:00 |              | 38:34(24:3) |       | Ellis Park, Johannesburg Widzów: 5 500 |

| 1 sierpnia 200319:10 | SWD Eagles | 23:32(15:9) | Blue Bulls | Outeniqua Park, George Widzów: 10 000 |
| 1 sierpnia 200319:10 |            | 23:32(15:9) |            | Outeniqua Park, George Widzów: 10 000 |

| 2 sierpnia 200315:00 | Pumas | 55:46(28:22) | Free State Cheetahs | Atlantic Stadium, Witbank Widzów: 2 500 |
| 2 sierpnia 200315:00 |       | 55:46(28:22) |                     | Atlantic Stadium, Witbank Widzów: 2 500 |

| 2 sierpnia 200315:00 | Griquas | 32:47(10:32) | Natal Sharks | Absa Park, Kimberley Widzów: 5 000 |
| 2 sierpnia 200315:00 |         | 32:47(10:32) |              | Absa Park, Kimberley Widzów: 5 000 |

| 2 sierpnia 200317:05 | Western Province | 59:16(30:9) | Golden Lions | Newlands Stadium, Kapsztad Widzów: 13 726 |
| 2 sierpnia 200317:05 |                  | 59:16(30:9) |              | Newlands Stadium, Kapsztad Widzów: 13 726 |

| 8 sierpnia 200319:10 | Griquas | 24:47(5:19) | SWD Eagles | Absa Park, Kimberley Widzów: 4 000 |
| 8 sierpnia 200319:10 |         | 24:47(5:19) |            | Absa Park, Kimberley Widzów: 4 000 |

| 9 sierpnia 200315:00 | Free State Cheetahs | 36:36(6:11) | Western Province | Vodacom Park, Bloemfontein |
| 9 sierpnia 200315:00 |                     | 36:36(6:11) |                  | Vodacom Park, Bloemfontein |

| 9 sierpnia 200315:00 | Natal Sharks | 44:20(22:13) | Pumas | ABSA Stadium, Durban Widzów: 24 750 |
| 9 sierpnia 200315:00 |              | 44:20(22:13) |       | ABSA Stadium, Durban Widzów: 24 750 |

| 9 sierpnia 200317:05 | Golden Lions | 23:28(10:14) | Blue Bulls | Ellis Park, Johannesburg Widzów: 21 330 |
| 9 sierpnia 200317:05 |              | 23:28(10:14) |            | Ellis Park, Johannesburg Widzów: 21 330 |

| 15 sierpnia 200319:10 | Pumas | 40:26(25:19) | Griquas | Atlantic Stadium, Witbank |
| 15 sierpnia 200319:10 |       | 40:26(25:19) |         | Atlantic Stadium, Witbank |

| 16 sierpnia 200315:00 | Western Province | 34:39(15:17) | Natal Sharks | Newlands Stadium, Kapsztad Widzów: 25 559 |
| 16 sierpnia 200315:00 |                  | 34:39(15:17) |              | Newlands Stadium, Kapsztad Widzów: 25 559 |

| 16 sierpnia 200315:00 | SWD Eagles | 29:52(10:31) | Golden Lions | Outeniqua Park, George Widzów: 6 300 |
| 16 sierpnia 200315:00 |            | 29:52(10:31) |              | Outeniqua Park, George Widzów: 6 300 |

| 16 sierpnia 200317:05 | Blue Bulls | 36:19(15:13) | Free State Cheetahs | Loftus Versfeld Stadium, Pretoria Widzów: 20 000 |
| 16 sierpnia 200317:05 |            | 36:19(15:13) |                     | Loftus Versfeld Stadium, Pretoria Widzów: 20 000 |

| 23 sierpnia 200315:00 | Natal Sharks | 35:28(22:9) | Blue Bulls | ABSA Stadium, Durban |
| 23 sierpnia 200315:00 |              | 35:28(22:9) |            | ABSA Stadium, Durban |

| 23 sierpnia 200315:00 | Pumas | 49:17(16:10) | SWD Eagles | Atlantic Stadium, Witbank |
| 23 sierpnia 200315:00 |       | 49:17(16:10) |            | Atlantic Stadium, Witbank |

| 23 sierpnia 200315:00 | Griquas | 43:60(23:19) | Western Province | Absa Park, Kimberley |
| 23 sierpnia 200315:00 |         | 43:60(23:19) |                  | Absa Park, Kimberley |

| 23 sierpnia 200317:05 | Free State Cheetahs | 22:40(15:13) | Golden Lions | Vodacom Park, Bloemfontein Widzów: 10 000 |
| 23 sierpnia 200317:05 |                     | 22:40(15:13) |              | Vodacom Park, Bloemfontein Widzów: 10 000 |

| 29 sierpnia 200319:10 | Blue Bulls | 15:19(3:5) | Griquas | Loftus Versfeld Stadium, Pretoria |
| 29 sierpnia 200319:10 |            | 15:19(3:5) |         | Loftus Versfeld Stadium, Pretoria |

| 30 sierpnia 200315:00 | Golden Lions | 42:38 | Natal Sharks | Ellis Park, Johannesburg Widzów: 35 000 |
| 30 sierpnia 200315:00 |              | 42:38 |              | Ellis Park, Johannesburg Widzów: 35 000 |

| 30 sierpnia 200315:00 | Free State Cheetahs | 67:23 | SWD Eagles | Vodacom Park, Bloemfontein Widzów: 2 000 |
| 30 sierpnia 200315:00 |                     | 67:23 |            | Vodacom Park, Bloemfontein Widzów: 2 000 |

| 30 sierpnia 200317:05 | Western Province | 44:20(20:6) | Pumas | Newlands Stadium, Kapsztad Widzów: 13 860 |
| 30 sierpnia 200317:05 |                  | 44:20(20:6) |       | Newlands Stadium, Kapsztad Widzów: 13 860 |

| 6 września 200315:00 | Natal Sharks | 24:10 | Free State Cheetahs | ABSA Stadium, Durban Widzów: 20 000 |
| 6 września 200315:00 |              | 24:10 |                     | ABSA Stadium, Durban Widzów: 20 000 |

| 6 września 200315:00 | Griquas | 25:24(15:10) | Golden Lions | Absa Park, Kimberley Widzów: 1 500 |
| 6 września 200315:00 |         | 25:24(15:10) |              | Absa Park, Kimberley Widzów: 1 500 |

| 6 września 200315:00 | SWD Eagles | 41:59 | Western Province | Outeniqua Park, George Widzów: 6 500 |
| 6 września 200315:00 |            | 41:59 |                  | Outeniqua Park, George Widzów: 6 500 |

| 6 września 200317:05 | Pumas | 22:41 | Blue Bulls | Atlantic Stadium, Witbank Widzów: 6 000 |
| 6 września 200317:05 |       | 22:41 |            | Atlantic Stadium, Witbank Widzów: 6 000 |

| 13 września 200315:00 | Pumas | 31:33 | Golden Lions | Atlantic Stadium, Witbank Widzów: 300 |
| 13 września 200315:00 |       | 31:33 |              | Atlantic Stadium, Witbank Widzów: 300 |

| 13 września 200315:00 | Griquas | 19:75 | Free State Cheetahs | Absa Park, Kimberley |
| 13 września 200315:00 |         | 19:75 |                     | Absa Park, Kimberley |

| 13 września 200315:00 | SWD Eagles | 29:37 | Natal Sharks | Outeniqua Park, George Widzów: 2 000 |
| 13 września 200315:00 |            | 29:37 |              | Outeniqua Park, George Widzów: 2 000 |

| 13 września 200317:05 | Western Province | 63:26 | Blue Bulls | Newlands Stadium, Kapsztad Widzów: 32 990 |
| 13 września 200317:05 |                  | 63:26 |            | Newlands Stadium, Kapsztad Widzów: 32 990 |

| 20 września 200315:00 | Free State Cheetahs | 37:40(15:20) | Pumas | Vodacom Park, Bloemfontein Widzów: 5 000 |
| 20 września 200315:00 |                     | 37:40(15:20) |       | Vodacom Park, Bloemfontein Widzów: 5 000 |

| 20 września 200315:00 | Natal Sharks | 48:15 | Griquas | ABSA Stadium, Durban Widzów: 10 000 |
| 20 września 200315:00 |              | 48:15 |         | ABSA Stadium, Durban Widzów: 10 000 |

| 20 września 200315:00 | Blue Bulls | 61:20 | SWD Eagles | Loftus Versfeld Stadium, Pretoria Widzów: 2 500 |
| 20 września 200315:00 |            | 61:20 |            | Loftus Versfeld Stadium, Pretoria Widzów: 2 500 |

| 20 września 200317:05 | Golden Lions | 26:26 | Western Province | Ellis Park, Johannesburg Widzów: 32 711 |
| 20 września 200317:05 |              | 26:26 |                  | Ellis Park, Johannesburg Widzów: 32 711 |

| 26 września 200316:00 | SWD Eagles | 37:32(30:3) | Griquas | Outeniqua Park, George Widzów: 5 600 |
| 26 września 200316:00 |            | 37:32(30:3) |         | Outeniqua Park, George Widzów: 5 600 |

| 27 września 200315:00 | Western Province | 36:36(13:16) | Free State Cheetahs | Newlands Stadium, Kapsztad Widzów: 12 000 |
| 27 września 200315:00 |                  | 36:36(13:16) |                     | Newlands Stadium, Kapsztad Widzów: 12 000 |

| 27 września 200315:00 | Pumas | 35:27(21:6) | Natal Sharks | Atlantic Stadium, Witbank Widzów: 10 000 |
| 27 września 200315:00 |       | 35:27(21:6) |              | Atlantic Stadium, Witbank Widzów: 10 000 |

| 27 września 200317:05 | Blue Bulls | 52:40(21:12) | Golden Lions | Loftus Versfeld Stadium, Pretoria Widzów: 35 000 |
| 27 września 200317:05 |            | 52:40(21:12) |              | Loftus Versfeld Stadium, Pretoria Widzów: 35 000 |

| 3 października 200316:00 | Griquas | 31:22(12:19) | Pumas | Absa Park, Kimberley Widzów: 1 000 |
| 3 października 200316:00 |         | 31:22(12:19) |       | Absa Park, Kimberley Widzów: 1 000 |

| 4 października 200315:00 | Free State Cheetahs | 24:51(10:29) | Blue Bulls | Vodacom Park, Bloemfontein Widzów: 7 000 |
| 4 października 200315:00 |                     | 24:51(10:29) |            | Vodacom Park, Bloemfontein Widzów: 7 000 |

| 4 października 200315:00 | Golden Lions | 104:14(50:7) | SWD Eagles | Ellis Park, Johannesburg Widzów: 200 |
| 4 października 200315:00 |              | 104:14(50:7) |            | Ellis Park, Johannesburg Widzów: 200 |

| 4 października 200317:05 | Natal Sharks | 18:6(9:6) | Western Province | ABSA Stadium, Durban Widzów: 30 000 |
| 4 października 200317:05 |              | 18:6(9:6) |                  | ABSA Stadium, Durban Widzów: 30 000 |

| 10 października 200316:00 | SWD Eagles | 27:37(8:10) | Pumas | Outeniqua Park, George Widzów: 350 |
| 10 października 200316:00 |            | 27:37(8:10) |       | Outeniqua Park, George Widzów: 350 |

| 11 października 200316:10 | Golden Lions | 30:34(10:9) | Free State Cheetahs | Ellis Park, Johannesburg Widzów: 2 500 |
| 11 października 200316:10 |              | 30:34(10:9) |                     | Ellis Park, Johannesburg Widzów: 2 500 |

| 11 października 200317:00 | Western Province | 57:34(31:10) | Griquas | Newlands Stadium, Kapsztad Widzów: 9 670 |
| 11 października 200317:00 |                  | 57:34(31:10) |         | Newlands Stadium, Kapsztad Widzów: 9 670 |

| 11 października 200319:10 | Blue Bulls | 20:15(17:6) | Natal Sharks | Loftus Versfeld Stadium, Pretoria Widzów: 37 666 |
| 11 października 200319:10 |            | 20:15(17:6) |              | Loftus Versfeld Stadium, Pretoria Widzów: 37 666 |

| 17 października 200316:00 | SWD Eagles | 38:45(12:21) | Free State Cheetahs | Outeniqua Park, George Widzów: 1 500 |
| 17 października 200316:00 |            | 38:45(12:21) |                     | Outeniqua Park, George Widzów: 1 500 |

| 17 października 200319:10 | Natal Sharks | 17:20(12:3) | Golden Lions | ABSA Stadium, Durban Widzów: 26 295 |
| 17 października 200319:10 |              | 17:20(12:3) |              | ABSA Stadium, Durban Widzów: 26 295 |

| 18 października 200316:15 | Griquas | 22:45(10:26) | Blue Bulls | Absa Park, Kimberley Widzów: 2 500 |
| 18 października 200316:15 |         | 22:45(10:26) |            | Absa Park, Kimberley Widzów: 2 500 |

| 18 października 200317:00 | Pumas | 24:38(17:26) | Western Province | Atlantic Stadium, Witbank Widzów: 5 000 |
| 18 października 200317:00 |       | 24:38(17:26) |                  | Atlantic Stadium, Witbank Widzów: 5 000 |

| 25 października 200315:00 | Golden Lions | 42:19(28:12) | Griquas | Ellis Park, Johannesburg Widzów: 3 700 |
| 25 października 200315:00 |              | 42:19(28:12) |         | Ellis Park, Johannesburg Widzów: 3 700 |

| 25 października 200315:00 | Blue Bulls | 39:18(8:12) | Pumas | Loftus Versfeld Stadium, Pretoria Widzów: 20 000 |
| 25 października 200315:00 |            | 39:18(8:12) |       | Loftus Versfeld Stadium, Pretoria Widzów: 20 000 |

| 25 października 200315:00 | Free State Cheetahs | 25:28(10:15) | Natal Sharks | Vodacom Park, Bloemfontein Widzów: 12 000 |
| 25 października 200315:00 |                     | 25:28(10:15) |              | Vodacom Park, Bloemfontein Widzów: 12 000 |

| 25 października 200317:05 | Western Province | 29:24(3:3) | SWD Eagles | Newlands Stadium, Kapsztad Widzów: 12 257 |
| 25 października 200317:05 |                  | 29:24(3:3) |            | Newlands Stadium, Kapsztad Widzów: 12 257 |

## Finał
| 1 listopada 200315:30 | Blue Bulls | 40:19(18:7) | Natal Sharks | Loftus Versfeld Stadium, Pretoria Widzów: 55 000 Sędzia: Shaun Veldsman |
| 1 listopada 200315:30 |            | 40:19(18:7) |              | Loftus Versfeld Stadium, Pretoria Widzów: 55 000 Sędzia: Shaun Veldsman |